# Ostlerhütte
Die Ostlerhütte ist eine private Berghütte auf 1838 m ü. NHN Höhe oberhalb der Gemeinde Pfronten auf dem Gipfel des Breitenbergs. Sie wurde am 14. Juli 1929 eingeweiht und ist seither ein beliebtes Ausflugsziel in der Region.

## Lage und Ausstattung
Die Ostlerhütte liegt auf 1838 Metern oberhalb des Ortes Pfronten im Allgäu. Von der Bergstation der Breitenbergbahn auf 1498 Meter ist sie in etwa ein bis zwei Stunden zu Fuß zu erreichen (per Sessellift ca. 30–45 Minuten). Der Aufstieg von der Fallmühle dauert etwa drei Stunden.
Von der Hütte aus hat man je nach Wetterlage Aus- und Rundblick auf das Tannheimer Tal, den Vilsalpsee, den in etwa ein bis zwei Stunden erreichbaren Aggenstein, die Zugspitze, die Allgäuer Berge bis hin zur Schweizer Bergwelt.
Die Hütte bietet Schlafplätze für ca. 30 Personen.

## Geschichte
Die Ostlerhütte wurde maßgeblich in den Jahren 1928 und 1929 vom gelernten Feinmechaniker Otto Eberle erbaut, der sie bis 1977 selbst als Hüttenwirt betrieb. Sie entstand ursprünglich aus privater Initiative und wurde in der Bauphase von Freunden und Bekannten sowie durch Sachspenden unterstützt. Benannt wurde die Hütte nach Hans Ostler, der seinerzeit das Holz für ihren Bau spendete.
Die erste Hütte wurde am 14. Juli 1929 eingeweiht. Im Jahr 1951 erfuhr die Ostlerhütte eine größere Sanierung in deren Rahmen sie für rund 50.000 DM zu einem Berghaus erweitert wurde. Hauptgrund für die Erweiterung war der Bau der Breitenbergbahn im März 1951 und die dadurch bessere Erreichbarkeit für Wanderer und Touristen. Nach Ansicht des damaligen Bürgermeisters Franz Keller war die ursprüngliche Holzhütte vor diesem Hintergrund nicht mehr ausreichend repräsentativ für Pfronten.
Im Jahr 1977 erwarb Fred Frois die Hütte und führte sie bis zum Ende des Jahres 2015. Ab 2016 wurde die Hütte an einen neuen Eigentümer, den Unternehmer Hans Hundegger, und eine neue Pächterin übergeben, die den Umbau der Hütte einleiteten.
Bis heute ist die Ostlerhütte ein vielbesuchtes Ausflugsziel. Sie wurde bis 31. Oktober 2021 mit dem Zusatz „Hütte mit Herz“ vermarktet. Nach einem Pächterwechsel wird auf den Zusatz verzichtet.